# ノーマライゼーション
ノーマライゼーション（英語: normalization、ノーマリゼーション）とは、1950年代に北欧諸国から始まった社会福祉をめぐる社会理念の一つで、障害者も、健常者と同様の生活が出来る様に支援するべき、という考え方である。また、そこから発展して、障害者と健常者とは、お互いが特別に区別されることなく、社会生活を共にするのが正常なことであり、本来の望ましい姿であるとする考え方としても使われることがある。またそれに向けた運動や施策なども含まれる。
ノーマライゼーション（normalization）は、「標準化」「正常化」という意味があり、それまで特別に行われていたものを一般化していくという考え方を示す。
元々は社会福祉の用語であり、 障害者や高齢者といった社会的な弱者に対して特別視せずに、誰もが社会の一員であるといった捉え方をするのがノーマライゼーションである。 
社会的弱者に変化を求めるのではなく、社会のあり方そのものを変えることで、社会的弱者が生きがいを見つけ、役割を担っていける社会をつくりあげる必要があるという発想である。

## 概要
弱者を社会的に保護する仕組みが福祉だが、歴史的に障害者施策は施設の建設から始まることが多く、障害者や他の対象者（こどもや高齢者等）にとって、保護が当事者の要求に応えられていない・人としての尊厳が保たれていない状況（障害者の施設送り・児童施設等）が往々にして起った。また福祉を名目に対象者の隔離が計られることも多かった（ハンセン病療養所など。また日本での障害者コロニーの建設のピークは高度成長期であった）。また日本での福祉施策は行政措置により行われ、障害者の意志が尊重される事は無かった。
それに対して提唱されていたのが、「障害者を排除するのではなく、障害を持っていても健常者と均等に当たり前に生活できるような社会こそが、通常な社会である」という考え方である。こうした社会を実現する為の取り組みをノーマライゼーション（normalization）と呼ぶ。すなわち、バリアフリー化などの推進による障害者の蒙る不自由・参加制約の緩和である。この概念は、デンマークのニルス・エリク・バンク＝ミケルセンにより初めて提唱され、スウェーデンのベングト・ニリエ（ベングト・ニルジェとも）により世界中に広められた。
ニリエは、一時、カナダ政府の委託で、カナダでのノーマライゼーションの推進に寄与した。現在、この方向での最も進んだ法的な整備の代表例は、アメリカ合衆国の「障害を持つアメリカ人法」（ADA法）である。なお、アメリカでは、ノーマライゼーションは「黒人と白人の対等の権利」を語る場面で用いられ、障害者と健常者の間の垣根の撤廃については、「メインストリーム」（主流化）という表現を用いる。ADA法の特徴は、差別の禁止で貫かれていることである。日本でも一般化してきた、設備や交通機関のバリアフリー化といったハードウェアの改良の他、職能訓練などにより、社会で自立できる制度の充実も含まれる。
そのような中で、行政側からも施設政策のみでは「社会の生産力を削ぎ福祉費用を増大させる」とした見解が起こり始め、日本では2003年4月より支援費制度が導入された。
一方で、本来保護が必要な障害者（特に重度の知的障害者・精神障害者）の生活保障は実現しておらず、健常者や地域社会とのトラブルも少なからず発生している。また、犯罪を繰り返し日本の刑務所に何度も入所する障害者（いわゆる「累犯障害者」）も多く、適切な対応が望まれている。
日本では難解な外来語であるとして、国立国語研究所は等生化という、日本語に言い換える例も提案している。
ノーマライゼーションは、1959年にデンマークで知的障害者福祉法が成立したことで、欧米社会で広く認知されるようになった。この法律では、知的障害者に対して一般人と同じ権利が保障され、ノーマライゼーションという言葉が用いられている。概念の広がりによって知的障害者だけでなく、ほかの障害者や社会的な弱者などにも対象範囲が拡大。
日本では厚生労働省が、障害の有無にかかわらずに多くの人が地域社会において活躍できる社会の構築を政策として掲げており、 ノーマライゼーションの理念に沿って障害者の自立と社会参加の促進に取り組んでいる。

## 福祉インフラ
高次のノーマライゼーションの実現に向けた住宅、社会資本のインフラストラクチャー構築を目的として、国土交通省が推進している施策。高齢者や障害者を含むすべての人々が、自立し尊厳をもって社会の重要な一員として参画し、世代を超えて交流することが可能な社会を目指すものである。